# Civry-la-Forêt
Civry-la-Forêt ist eine französische Gemeinde im Département Yvelines in der Region Île-de-France. Administrativ ist die Gemeinde dem Kanton Bonnières-sur-Seine und dem Arrondissement Mantes-la-Jolie zugeteilt.
Das Dorf liegt rund 20 Kilometer südwestlich von Mantes-la-Jolie und hat 369 Einwohner (Stand 1. Januar 2022).

## Geografie
Civry-la-Forêt liegt im Süden der natürlichen Landschaft Mantois am westlichen Rand des Départements Yvelines. Das Gemeindegebiet ist vorwiegend landwirtschaftlich geprägt. Im Süden befindet sich der Wald Forêt de Civry, der etwa ein Viertel des Gemeindegebiets einnimmt. Die nordwestliche Grenze der Gemeinde bildet die Vaucouleurs, ein Nebenfluss der Seine. Zum Gemeindegebiet zählen auch die beiden Weiler Picotière und Bonneville.
Fernab von den Hauptverkehrsachsen ist das Dorf über die Route départementale 166 an die Nachbargemeinden Boissets (im Westen) und Orvilliers (im Osten) angeschlossen.

## Geschichte
Die Gegend war bereits in der Bronzezeit bewohnt. Davon zeugen die Überreste einer Gießerei sowie zahlreiche Werkzeuge aus jener Epoche, welche aufgefunden wurden.
Der Name Civry entstammt dem gallo-römischen Clannamen Sevire. Ursprünglich Severicurtis, hieß die Pfarrei der Ortschaft bis zur Französischen Revolution la Forest de Civry.
Eine Abfolge von Dynastien befehligte über die Herrschaft de la Forest de Civry: Raoul de Civry im 11. Jahrhundert, die Seigneurs de Richebourg im 14. Jahrhundert und die Famille Vialard im 16. Jahrhundert. Noch vor der großen Revolution wurde das Territorium von Louis Charles de Bourbon, Graf von Eu aufgekauft.

## Bevölkerungsentwicklung
| Jahr      | 1936 | 1946 | 1954 | 1962 | 1968 | 1975 | 1982 | 1990 | 1999 | 2006 | 2011 |
| --------- | ---- | ---- | ---- | ---- | ---- | ---- | ---- | ---- | ---- | ---- | ---- |
| Einwohner | 141  | 150  | 145  | 184  | 200  | 190  | 210  | 280  | 310  | 330  | 370  |

## Wirtschaft
In der Landwirtschaft wird großflächig Getreide angebaut. Darüber hinaus wird Geflügelzucht betrieben. Civry-la-Forêt verfügt über einen Golfplatz, den Golf de la Vaucouleurs.

## Sehenswürdigkeiten

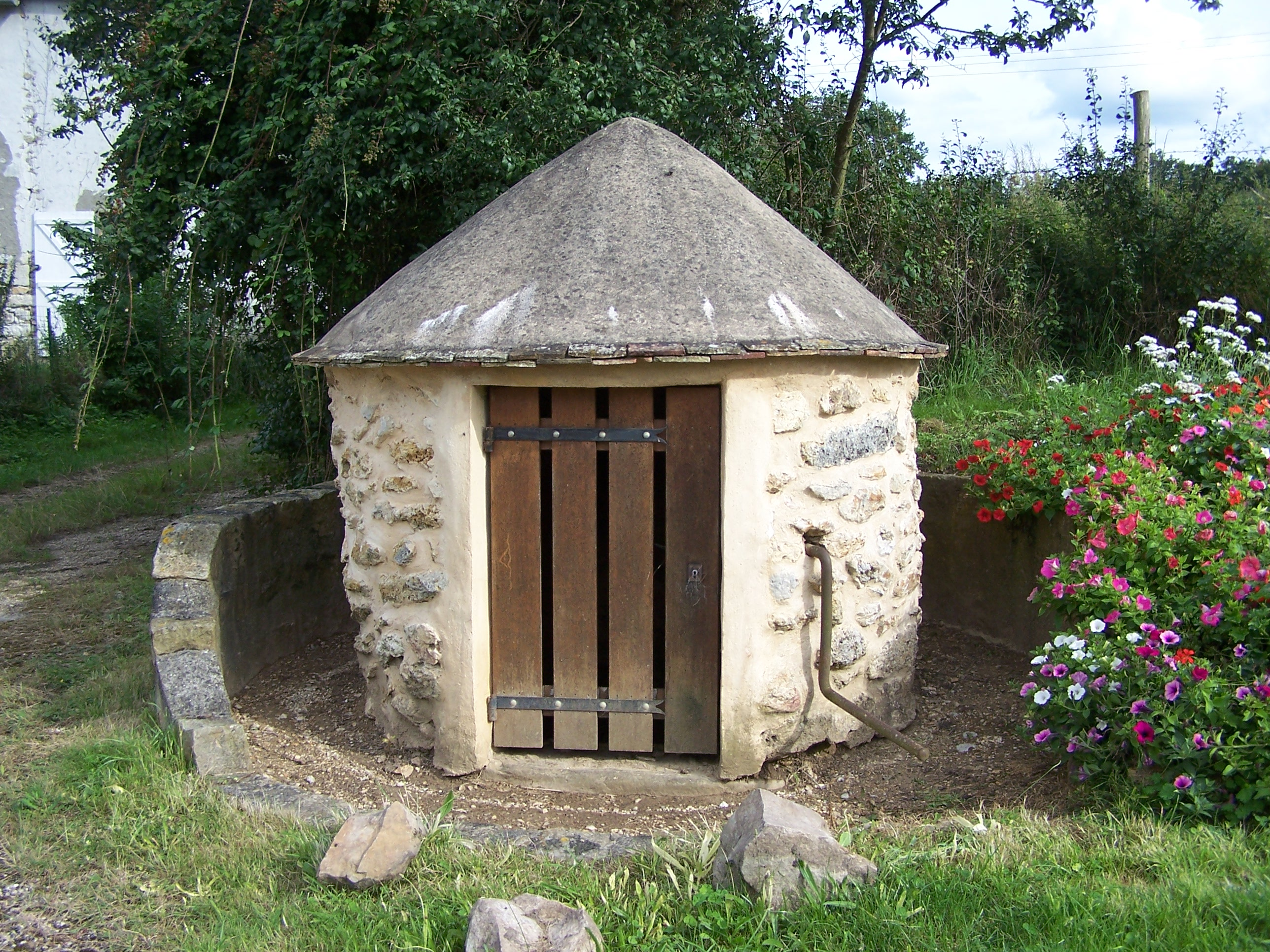
Brunnen

- Die Kirche Saints-Gorgon-et-Barthélemy (auch Saints-Barthélemy) liegt etwa ein Kilometer vom Dorfkern entfernt. Sie stammt ursprünglich aus dem 12. Jahrhundert wurde aber nachdem sie im Hundertjährigen Krieg zerstört wurde, im 16. Jahrhundert neu aufgebaut. Der äußerst massive Turm mit seinem Dachhelm aus Schiefer wirkt sehr wehrhaft. Die Apsis und der Kirchturm wurden 1963 unter Denkmalschutz gestellt. An der Westfassade befindet sich ein Portal, dessen romanisches Gewölbe auf das 12. Jahrhundert zurückgeht.[1] Das Innere beherbergt ein bunt bemaltes Marienbildnis aus dem 16. Jahrhundert und Fragmente eines Bleiglasfenster von 1526, welches den Heiligen Martin, die Heilige Barbara, Johannes der Täufer, die Jungfrau Maria und Josef von Nazaret zeigt. Beide Relikte stehen seit 1963 unter Denkmalschutz.
- überdachter Brunnen aus dem 18. Jahrhundert
- Mairie aus Backstein, das auch als Schule dient, Anfang des 20. Jahrhunderts erbaut